# Ana Júlia Ribeiro
Ana Júlia Pires Ribeiro (Curitiba, 30 de junho de 2000), é uma estudante e ativista, filiada ao Partido dos Trabalhadores (PT). Fez história ao tornar-se a vereadora mais jovem a exercer mandato na Câmara Municipal de Curitiba, aos 22 anos. Nas eleições de 2022, foi eleita à Assembleia Legislativa do Paraná (ALEP), tornando-se a deputada mais jovem a tomar posse na história daquele parlamento.

## Biografia
Ana Júlia começou sua militância no movimento estudantil, se destacando nas mobilizações secundaristas de 2016, organizadas pelos estudantes que se posicionavam contra a reforma do Ensino Médio. Ficou nacionalmente conhecida por seu discurso na Assembleia Legislativa do Paraná, quando aos 16 anos enfrentou os deputados defendendo o movimento das ocupações secundaristas. Ana Júlia atualmente cursa Direito na Pontifícia Universidade Católica do Paraná (PUCPR), além do curso de Filosofia na Universidade Federal do Paraná (UFPR).
Filiou-se ao Partido dos Trabalhadores (PT) em 2018, a convite do ex-presidente Lula, e em 2020, foi candidata a Câmara Municipal de Curitiba. Recebeu 4.538 votos, ficando com a primeira suplência do partido. Exerceu o mandato de vereadora em duas ocasiões. Ana Júlia substituiu Renato Freitas (PT) nos dois momentos em que o vereador ficou afastado do cargo em razão da cassação do seu mandato parlamentar pela CMC, cujos efeitos foram suspenso pelo STF.
Ainda em 2022, foi eleita deputada estadual com mais de 51 mil votos. Tornando-se a parlamentar mais jovem na história da ALEP.
Em 2024, foi uma dos 13 parlamentares que votaram contra o projeto do governador Ratinho Júnior que privatiza a gestão das escolas públicas do Paraná.

## Desempenho eleitoral
| Ano  | Eleição               | Partido        | Candidata a       | Votos          | Resultado             |
| ---- | --------------------- | -------------- | ----------------- | -------------- | --------------------- |
| 2020 | Municipal de Curitiba | PT             | Vereadora         | 4.538 (0,57%)  | Não eleita (suplente) |
| 2022 | Estadual no Paraná    | PT (FE Brasil) | Deputada estadual | 51.845 (0,85%) | Eleita                |